# Заречное (Алтайский край)
Заречное — село в Кытмановском районе Алтайского края России. Входит в Тягунский сельсовет.

## География
Расположен на северо-востоке края, в пределах Бийско-Чумышской возвышенности, на правом берегу реки Чумыш, при впадении притока Нужиха.
Климат континентальный. Средняя температура января −19,2°С, июля +18°С. Годовое количество атмосферных осадков — 437 мм.

## История
Основано в 1712 году. В 1928 году деревня Погорелка состояла из 136 хозяйств, основное население — русские. В административном отношении являлось центром Погорелского сельсовета Верх-Чумышского района Барнаульского округа Сибирского края.
В 1965 году Указом Президиума ВС РСФСР село Погорелка переименовано в Заречное.

## Население
| 1926 | 1997 | 1998 | 1999 | 2000 | 2001 | 2002 | 2003 | 2004 |
| ---- | ---- | ---- | ---- | ---- | ---- | ---- | ---- | ---- |
| 641  | ↘494 | ↘478 | ↘466 | →466 | ↘456 | ↘444 | ↘410 | ↗420 |
| 2005 | 2006 | 2007 | 2008 | 2009 | 2010 | 2011 | 2012 | 2013 |
| ↗425 | ↗429 | ↘401 | ↘370 | ↘352 | ↘267 | ↗271 | ↘236 | ↘224 |

Национальный состав
Согласно результатам переписи 2002 года, в национальной структуре населения русские составляли 93 % от 426 чел.

## Инфраструктура
Филиал МБОУ Кытмановская СОШ № 2 Заречная начальная общеобразовательная школа.

## Транспорт
Тягун доступен автомобильным транспортом.
Подходит автодорога межмуниципального значения «а/д К-14 — Дмитро-Титово — Заречное» (идентификационный номер 01 ОП МЗ 01Н-2504) и проходит автодорога «Кытманово — Беспалово — Заречное — Ларионово» (идентификационный номер 01 ОП МЗ 01Н-2502).